# Eupolèmia
Eupolèmia (en grec antic: Εὐπολέμεια) va ser, segons la mitologia grega, una princesa filla de l'heroi Mirmídon, l'ancestre dels mirmídons i possiblement de Pisidice, filla d'Èol, rei de Magnèsia del Meandre.
Era germana d'Arne, Àctor i d'Erisícton. Es va unir amb Hermes i van tenir un fill, Etàlides, un notable arquer que va participar en l'expedició dels argonautes.